# El patio (álbum)
El patio es el primer álbum de estudio del grupo español de rock progresivo Triana, publicado el 14 de abril de 1975 por el sello Movieplay.

## Detalles
Aunque el álbum no indica ningún título específico, se le conoce generalmente con el nombre de El patio debido al diseño de su portada, en la que se muestra un dibujo de los tres componentes del grupo en el patio interior de un edificio. El disco se convirtió en una de las grabaciones más populares de la música rock española y en uno de los discos clave en lo que se conoció como rock andaluz, mezcla de música rock con elementos provenientes del flamenco. 
El patio no tuvo una buena acogida en un principio, llegando a descatalogarse de varias tiendas de discos; no obstante, un año y medio después de su publicación, el grupo comenzó a cosechar popularidad en España y el disco se convirtió en uno de los estandartes de la música popular española en la década de los 70.
La primera versión en CD data de 1988, lanzada por Fonomusic.
El disco se editó por primera vez en los Estados Unidos en 2003, por Warner.

## Lista de canciones
Los temas son de Jesús de la Rosa Luque, excepto indicación.

### Cara A
1. "Abre la puerta" – 9:48
2. "Luminosa mañana" – 4:00
3. "Recuerdos de una noche (Bulerías 5x8)" – 4:40

### Cara B
1. "Sé de un lugar" - 7:06
2. "Diálogo" – 4:27
3. "En el lago" – 6:32
4. "Todo es de color" - 2:04 (Manuel Molina/Juan José Palacios)

Seis de los siete temas están compuestos basados en la cadencia andaluza sobre el acorde de Re menor, exceptuando el tema Todo es de color, compuesto por Tele y Manuel Molina compuesto sobre el acorde de Fa sostenido mayor, muy empleado por este último en su personal manera de tocar la guitarra.

## Recepción
El patio es uno de los discos de rock más aclamados en España, tanto por los críticos como por el público.
Reseñas del álbum por los críticos especializados
- Los 100 mejores discos españoles del siglo XX según la revista Rockdelux (#15).[2]
- "Los 250: Essential Albums of All Time Latin Alternative - Rock Iberoamericano" (#43).[3]
- Los 50 mejores discos del rock español según la revista Rolling Stone (#23).[4]
- Los 100 mejores discos de la historia del pop español según Efe Eme (#25).[5]
- Los 20 mejores discos del rock español según Esquire (#3).[6]

## Créditos
Triana
- Jesús de la Rosa Luque – voz y teclados
- Juan José Palacios Tele – batería y percusión
- Eduardo Rodríguez Rodway – guitarra española

Personal adicional
- Manolo Rosa – bajo eléctrico
- Antonio Pérez – guitarra eléctrica
- Máximo Moreno - portada